# Centaurea leucomelaena
Centaurea leucomelaena là một loài thực vật có hoa trong họ Cúc. Loài này được Hayek mô tả khoa học đầu tiên năm 1931.